# Roger Batzel
Roger Elwood Batzel (Weiser, 1 de diciembre de 1921-San Ramón, 29 de julio de 2000) fue un científico nuclear estadounidense, director del Laboratorio Nacional Lawrence Livermore durante más de dieciséis años, de 1971 a 1988.

## Biografía

### Primeros años
Nacido y criado en Weiser, Idaho, se graduó de Weiser High School en 1940 y se matriculó en la Universidad de Idaho en Moscow. Dejó la universidad durante la Segunda Guerra Mundial para servir en las Fuerzas Aéreas del Ejército de Estados Unidos como instructor de navegación, luego regresó a UI y obtuvo una licenciatura en ingeniería química en 1947-
Trabajó para General Electric durante un año en Hanford, Washington, y luego asistió a la escuela de posgrado en la Universidad de California en Berkeley. Obtuvo un doctorado en química nuclear en 1951, estudiando con el Dr. Glenn T. Seaborg, ganador del Premio Nobel ese mismo año. Luego trabajó como químico senior para California Research and Development Co.

### Carrera
Se unió al Laboratorio de Radiación de la Universidad de California en Livermore en 1953 como asistente del líder de división del departamento de química, y se convirtió en su director en 1959.
Fue nombrado sexto director del recién renombrado Laboratorio Lawrence Livermore el 1 de diciembre de 1971, cuando cumplía 50 años. Fue su director con más años de servicio y fue una de las principales autoridades del país en materia de armas nucleares, asesorando a cuatro presidentes de Estados Unidos. Bajo su dirección, el Laboratorio amplió su misión de armas principalmente nucleares a muchas áreas de la ciencia aplicada, y él renunció en abril de 1988 a la edad de 66 años. 

### Vida personal
Sufrió un importante infarto en julio de 2000 a los 78 años y murió varios días después en un hospital de San Ramón, California. Más tarde ese año, el Laboratorio dedicó el Edificio 132, el edificio de seguridad nacional, en memoria de Batzel por su "legado de excelencia en apoyo de la seguridad nacional".
Estuvo casado con Edwina (Grindstaff) Batzel (n. 1926) durante 54 años y tuvieron tres hijos, un hijo y dos hijas. Está enterrado en el cementerio Queen of Heaven en Lafayette, California.